# Llista de topònims de Coll de Nargó
Llista de topònims (noms propis de lloc) del municipi de Coll de Nargó, a l'Alt Urgell
Informació actualitzada per un bot. Els canvis manuals es perdran quan s'actualitzi!

## borda
| imatge | Nom                     | Ubicat a      | instància de | Detalls       | coordenades                                                         | Protecció | Commons (més fotos) | Dades a WD                    |
| ------ | ----------------------- | ------------- | ------------ | ------------- | ------------------------------------------------------------------- | --------- | ------------------- | ----------------------------- |
|        | Barraca del Dentis      | Coll de Nargó | borda        |               | 42° 10′ 00″ N, 1° 19′ 07″ E / 42.1665545146597°N,1.31864652117195°E |           |                     | Modifica les dades a Wikidata |
|        | Barraca del Gambo       | Coll de Nargó | borda        |               | 42° 07′ 36″ N, 1° 14′ 12″ E / 42.1266778229444°N,1.2366112670149°E  |           |                     | Modifica les dades a Wikidata |
|        | Barraca del Peretó      | Coll de Nargó | borda        |               | 42° 11′ 55″ N, 1° 10′ 34″ E / 42.1985645172327°N,1.17620998636283°E |           |                     | Modifica les dades a Wikidata |
|        | Barraca del Peuetó      | Coll de Nargó | borda        |               | 42° 09′ 31″ N, 1° 19′ 16″ E / 42.1586311929298°N,1.32124089289015°E |           |                     | Modifica les dades a Wikidata |
|        | Cabana de Cal Músic     | Coll de Nargó | borda        |               | 42° 09′ 53″ N, 1° 16′ 54″ E / 42.1647104708305°N,1.28172529215796°E |           |                     | Modifica les dades a Wikidata |
|        | Cabana de Robet         | Coll de Nargó | borda        |               | 42° 06′ 36″ N, 1° 12′ 36″ E / 42.1100818499461°N,1.21000285735484°E |           |                     | Modifica les dades a Wikidata |
|        | Cabana del Marcel·lino  | Coll de Nargó | borda        |               | 42° 09′ 59″ N, 1° 16′ 37″ E / 42.1662883728158°N,1.27704608022129°E |           |                     | Modifica les dades a Wikidata |
|        | Cabana del Pegater      | Coll de Nargó | borda        |               | 42° 09′ 34″ N, 1° 11′ 24″ E / 42.1595641210834°N,1.19012505744464°E |           |                     | Modifica les dades a Wikidata |
|        | Cobert de Bossa         | Coll de Nargó | borda        |               | 42° 08′ 49″ N, 1° 12′ 54″ E / 42.1469315422617°N,1.21501580662195°E |           |                     | Modifica les dades a Wikidata |
|        | Corral de Cal Barceló   | Coll de Nargó | borda        |               | 42° 07′ 31″ N, 1° 14′ 16″ E / 42.1253095105787°N,1.23782272117759°E |           |                     | Modifica les dades a Wikidata |
|        | Corral de Carreu        | Coll de Nargó | borda        |               | 42° 06′ 51″ N, 1° 10′ 56″ E / 42.114138099138°N,1.18216522496602°E  |           |                     | Modifica les dades a Wikidata |
|        | Corral de Plan de Brucs | Coll de Nargó | borda        |               | 42° 05′ 46″ N, 1° 12′ 03″ E / 42.0960773099468°N,1.20078345849009°E |           |                     | Modifica les dades a Wikidata |
|        | Corral de l'Estudiant   | Coll de Nargó | borda        |               | 42° 06′ 58″ N, 1° 13′ 32″ E / 42.1162419326544°N,1.2256512498966°E  |           |                     | Modifica les dades a Wikidata |
|        | Corral del Bossa        | Coll de Nargó | borda        |               | 42° 08′ 28″ N, 1° 12′ 13″ E / 42.141159987872°N,1.20356109824556°E  |           |                     | Modifica les dades a Wikidata |
|        | Corral del Riscle       | Coll de Nargó | borda        |               | 42° 09′ 28″ N, 1° 12′ 34″ E / 42.1578335098771°N,1.20954091781661°E |           |                     | Modifica les dades a Wikidata |
|        | borda de Fenollet       | Coll de Nargó | borda        |               | 42° 11′ 53″ N, 1° 16′ 12″ E / 42.19798°N,1.26992°E                  |           |                     | Modifica les dades a Wikidata |
|        | borda de la Pera        | Coll de Nargó | borda        | Estat: ruïnós | 42° 11′ 25″ N, 1° 11′ 48″ E / 42.190139°N,1.196681°E                |           |                     | Modifica les dades a Wikidata |
|        | la Borda                | Coll de Nargó | borda        |               | 42° 07′ 15″ N, 1° 13′ 12″ E / 42.1207220980141°N,1.22010675720801°E |           |                     | Modifica les dades a Wikidata |
|        | paller de Remolins      | Coll de Nargó | borda        |               | 42° 07′ 42″ N, 1° 13′ 46″ E / 42.1283304746847°N,1.22930633118359°E |           |                     | Modifica les dades a Wikidata |

## castell
| imatge | Nom                     | Ubicat a      | instància de | Detalls                                   | coordenades | Protecció                                            | Commons (més fotos)     | Dades a WD                    |
| ------ | ----------------------- | ------------- | ------------ | ----------------------------------------- | --- | ---------------------------------------------------- | ----------------------- | ----------------------------- |
|        | Castell de Pera-rua     | Coll de Nargó | castell      |                                           | 42° 08′ 38″ N, 1° 10′ 08″ E / 42.1438890699213°N,1.16883758141859°E                                                                          |                                                      |                         | Modifica les dades a Wikidata |
|        | Castell de Valldarques  | Coll de Nargó | castell      | Estil: arquitectura romànica 11st century | 42° 08′ 41″ N, 1° 14′ 06″ E / 42.144612°N,1.235072°E ca:Al Solà de la Vila, Valldarques 887 msnm                                             | bé d'interès cultural bé cultural d'interès nacional | Castell de Valldarques  | Modifica les dades a Wikidata |
|        | castell de Montanissell | Coll de Nargó | castell      | Estil: arquitectura popular               | 42° 11′ 41″ N, 1° 15′ 23″ E / 42.1947°N,1.2563°E ca:A lo Tossal, a tocar de l'església de la Mare de Déu de la Salut, Montanissell 1141 msnm | bé d'interès cultural bé cultural d'interès nacional | Castell de Montanissell | Modifica les dades a Wikidata |

## collada
| imatge | Nom             | Ubicat a                         | instància de             | Detalls | coordenades                                                        | Protecció | Commons (més fotos) | Dades a WD                    |
| ------ | --------------- | -------------------------------- | ------------------------ | ------- | ------------------------------------------------------------------ | --------- | ------------------- | ----------------------------- |
|        | coll de Bóixols | Abella de la Conca Coll de Nargó | collada port de muntanya |         | 42° 09′ 55″ N, 1° 10′ 56″ E / 42.16527778°N,1.18216667°E 1321 msnm |           | Coll de Bóixols     | Modifica les dades a Wikidata |
|        | coll de Llívia  | Abella de la Conca Coll de Nargó | collada                  |         | 42° 11′ 55″ N, 1° 09′ 55″ E / 42.1986°N,1.16519°E 1480.1 msnm      |           |                     | Modifica les dades a Wikidata |

## cova
| imatge | Nom                 | Ubicat a      | instància de | Detalls | coordenades                                                                       | Protecció | Commons (més fotos) | Dades a WD                    |
| ------ | ------------------- | ------------- | ------------ | ------- | --------------------------------------------------------------------------------- | --------- | ------------------- | ----------------------------- |
|        | Espluga de Fenollet | Coll de Nargó | cova         |         | 42° 12′ 24″ N, 1° 16′ 30″ E / 42.2067036424524°N,1.27501524312509°E               |           |                     | Modifica les dades a Wikidata |
|        | Esplugues del Boter | Coll de Nargó | cova         |         | 42° 12′ 35″ N, 1° 10′ 43″ E / 42.2097336294111°N,1.17859003661331°E               |           |                     | Modifica les dades a Wikidata |
|        | Forat dels Prats    | Coll de Nargó | cova         |         | 42° 11′ 42″ N, 1° 10′ 40″ E / 42.1949258054113°N,1.17788909241592°E               |           |                     | Modifica les dades a Wikidata |
|        | coves d'Ormini      | Coll de Nargó | cova         |         | 42° 12′ 25″ N, 1° 13′ 32″ E / 42.207081°N,1.225515°E serra de Sant Joan 1605 msnm |           | Coves d'Ormini      | Modifica les dades a Wikidata |
|        | la Canya de l'Óssa  | Coll de Nargó | cova         |         | 42° 08′ 17″ N, 1° 10′ 26″ E / 42.1380337922396°N,1.17383435197785°E               |           |                     | Modifica les dades a Wikidata |
|        | lo Forat Negre      | Coll de Nargó | cova         |         | 42° 11′ 22″ N, 1° 10′ 08″ E / 42.1894048214821°N,1.16881982312278°E               |           |                     | Modifica les dades a Wikidata |

## curs d'aigua
| imatge | Nom            | Ubicat a                                             | instància de | Detalls                        | coordenades                                                                                               | Protecció | Commons (més fotos) | Dades a WD                    |
| ------ | -------------- | ---------------------------------------------------- | ------------ | ------------------------------ | --- | --------- | ------------------- | ----------------------------- |
|        | el Rialb       | Abella de la Conca Coll de Nargó la Baronia de Rialb | curs d'aigua | Desemboca: Segre               | 42° 10′ 04″ N, 1° 09′ 47″ E / 42.167903°N,1.163024°E 41° 57′ 13″ N, 1° 12′ 30″ E / 41.953481°N,1.208294°E |           | El Rialb            | Modifica les dades a Wikidata |
|        | riu de Pujals  | Abella de la Conca Coll de Nargó                     | curs d'aigua | Desemboca: el Rialb Llarg: 3km | 42° 11′ 40″ N, 1° 09′ 54″ E / 42.194351°N,1.16491°E 42° 10′ 04″ N, 1° 09′ 47″ E / 42.167884°N,1.163012°E  |           | Riu de Pujals       | Modifica les dades a Wikidata |
|        | riu de Sallent | Coll de Nargó                                        | curs d'aigua | Desemboca: Segre               | 42° 09′ 54″ N, 1° 18′ 19″ E / 42.16512°N,1.30527°E                                                        |           |                     | Modifica les dades a Wikidata |

## edifici
| imatge | Nom                                         | Ubicat a      | instància de | Detalls                     | coordenades                                        | Protecció                                  | Commons (més fotos) | Dades a WD                    |
| ------ | ------------------------------------------- | ------------- | ------------ | --------------------------- | -------------------------------------------------- | ------------------------------------------ | ------------------- | ----------------------------- |
|        | Cal Moliner                                 | Coll de Nargó | edifici      | Estil: arquitectura popular | 42° 09′ 54″ N, 1° 17′ 33″ E / 42.16499°N,1.29258°E | bé integrant del patrimoni cultural català |                     | Modifica les dades a Wikidata |
|        | Casa de la Teuleria                         | Coll de Nargó | edifici      | Estil: arquitectura popular |                                                    | bé cultural d'interès local                |                     | Modifica les dades a Wikidata |
|        | Molins de Butxaca                           | Coll de Nargó | edifici      | Estil: arquitectura popular |                                                    | bé integrant del patrimoni cultural català |                     | Modifica les dades a Wikidata |
|        | Molins de Gavarra                           | Coll de Nargó | edifici      | Estil: arquitectura popular |                                                    | bé integrant del patrimoni cultural català |                     | Modifica les dades a Wikidata |
|        | Molins de Solans                            | Coll de Nargó | edifici      | Estil: arquitectura popular |                                                    | bé integrant del patrimoni cultural català |                     | Modifica les dades a Wikidata |
|        | Molí de Cal Bertran                         | Coll de Nargó | edifici      | Estil: arquitectura popular |                                                    | bé integrant del patrimoni cultural català |                     | Modifica les dades a Wikidata |
|        | Molí de Cal Salider                         | Coll de Nargó | edifici      | Estil: arquitectura popular |                                                    | bé integrant del patrimoni cultural català |                     | Modifica les dades a Wikidata |
|        | Molí inferior de Cal Fontanet               | Coll de Nargó | edifici      | Estil: arquitectura popular |                                                    | bé integrant del patrimoni cultural català |                     | Modifica les dades a Wikidata |
|        | Molí superior de Cal Fontanet               | Coll de Nargó | edifici      | Estil: arquitectura popular |                                                    | bé integrant del patrimoni cultural català |                     | Modifica les dades a Wikidata |
|        | Pelador de cereal de Cal Bertran de Sallent | Coll de Nargó | edifici      | Estil: arquitectura popular |                                                    | bé integrant del patrimoni cultural català |                     | Modifica les dades a Wikidata |
|        | Rectoria de Valldarques                     | Coll de Nargó | edifici      |                             |                                                    | bé cultural d'interès local                |                     | Modifica les dades a Wikidata |

## entitat singular de població
| imatge | Nom                 | Ubicat a      | instància de                                   | Detalls | coordenades                                                        | Protecció | Commons (més fotos)  | Dades a WD                    |
| ------ | ------------------- | ------------- | ---------------------------------------------- | ------- | ------------------------------------------------------------------ | --------- | -------------------- | ----------------------------- |
|        | Coll de Nargó       | Coll de Nargó | entitat singular de població capital municipal | 447 hab | 42° 10′ 29″ N, 1° 19′ 01″ E / 42.17473°N,1.31694°E 558 msnm        |           |                      | Modifica les dades a Wikidata |
|        | Gavarra             | Coll de Nargó | entitat singular de població                   | 38 hab  | 42° 06′ 12″ N, 1° 11′ 45″ E / 42.10319722°N,1.195875°E 1123 msnm   |           | Gavarra (Alt Urgell) | Modifica les dades a Wikidata |
|        | Montanissell        | Coll de Nargó | entitat singular de població                   | 18 hab  | 42° 12′ 00″ N, 1° 15′ 50″ E / 42.20010278°N,1.26391667°E 1134 msnm |           | Montanissell         | Modifica les dades a Wikidata |
|        | Sallent de Nargó    | Coll de Nargó | entitat singular de població                   | 36 hab  | 42° 10′ 44″ N, 1° 13′ 42″ E / 42.179003°N,1.228459°E 1000 msnm     |           | Sallent de Nargó     | Modifica les dades a Wikidata |
|        | Valldarques         | Coll de Nargó | entitat singular de població                   | 9 hab   | 42° 08′ 59″ N, 1° 13′ 34″ E / 42.14966111°N,1.22619444°E 931 msnm  |           | Valldarques          | Modifica les dades a Wikidata |
|        | les Masies de Nargó | Coll de Nargó | entitat singular de població                   | 35 hab  | 42° 09′ 38″ N, 1° 17′ 12″ E / 42.1606°N,1.28667°E 625 msnm         |           | Les Masies de Nargó  | Modifica les dades a Wikidata |

## església
| imatge | Nom                                        | Ubicat a         | instància de     | Detalls                                              | coordenades                                                                   | Protecció                                            | Commons (més fotos)                     | Dades a WD                    |
| ------ | ------------------------------------------ | ---------------- | ---------------- | ---------------------------------------------------- | ----------------------------------------------------------------------------- | ---------------------------------------------------- | --------------------------------------- | ----------------------------- |
|        | Mare de Déu de la Providència dels Prats   | Coll de Nargó    | església capella | Estil: arquitectura popular                          | 42° 12′ 32″ N, 1° 11′ 15″ E / 42.20876°N,1.187391°E 1495 msnm                 | bé integrant del patrimoni cultural català           |                                         | Modifica les dades a Wikidata |
|        | Mare de Déu de la Salut de Montanissell    | Coll de Nargó    | església         |                                                      | 42° 11′ 41″ N, 1° 15′ 22″ E / 42.1948°N,1.2561°E                              | bé cultural d'interès local                          | Mare de Déu de la Salut de Montanissell | Modifica les dades a Wikidata |
|        | Sant Antoni                                | Coll de Nargó    | església         |                                                      | 42° 08′ 39″ N, 1° 10′ 08″ E / 42.1441867097108°N,1.16886530610587°E           |                                                      |                                         | Modifica les dades a Wikidata |
|        | Sant Climent de Coll de Nargó              | Coll de Nargó    | església         | Estil: arquitectura romànica Anomenat per: Climent I | 42° 10′ 18″ N, 1° 18′ 47″ E / 42.1716°N,1.31303°E                             | bé d'interès cultural bé cultural d'interès nacional | San Climent de Coll de Nargó            | Modifica les dades a Wikidata |
|        | Sant Climent de Nargó Nou                  | Coll de Nargó    | església         | Estil: arquitectura popular                          | 42° 10′ 28″ N, 1° 18′ 57″ E / 42.1745°N,1.31584°E                             | bé cultural d'interès local                          | Sant Climent de Nargó Nou               | Modifica les dades a Wikidata |
|        | Sant Jaume del Mas de les Cases            | Coll de Nargó    | església ermita  | Estil: arquitectura romànica                         | 42° 10′ 47″ N, 1° 16′ 41″ E / 42.179696°N,1.278183°E 768 msnm                 | bé integrant del patrimoni cultural català           | Sant Jaume del Mas de les Cases         | Modifica les dades a Wikidata |
|        | Sant Joan de Carreu                        | Coll de Nargó    | església         | Estil: arquitectura romànica 12nd century            | 42° 06′ 17″ N, 1° 10′ 39″ E / 42.104623°N,1.177591°E ca:Casa Carreu 1097 msnm | bé integrant del patrimoni cultural català           |                                         | Modifica les dades a Wikidata |
|        | Sant Joan de Montanissell                  | Coll de Nargó    | església         | Estil: arquitectura romànica                         | 42° 11′ 57″ N, 1° 14′ 55″ E / 42.199289°N,1.248497°E                          | bé cultural d'interès local                          | Sant Joan de Montanissell               | Modifica les dades a Wikidata |
|        | Sant Marc de Galleuda                      | Coll de Nargó    | església capella | Estat: ruïnós                                        | 42° 07′ 55″ N, 1° 11′ 07″ E / 42.1320383395514°N,1.18534354351007°E 1199 msnm |                                                      |                                         | Modifica les dades a Wikidata |
|        | Sant Martí de la Plana                     | Coll de Nargó    | església         | Estil: arquitectura romànica                         | 42° 09′ 35″ N, 1° 15′ 03″ E / 42.1597°N,1.2507°E                              | bé cultural d'interès local                          | Sant Martí de la Plana                  | Modifica les dades a Wikidata |
|        | Sant Maximí de Sallent                     | Sallent de Nargó | església         | Estil: arquitectura romànica 12nd century            | 42° 10′ 55″ N, 1° 13′ 01″ E / 42.181883°N,1.217015°E                          | bé cultural d'interès local                          | Sant Maximí de Sallent                  | Modifica les dades a Wikidata |
|        | Sant Miquel de Fenollet                    | Coll de Nargó    | església         | Estil: arquitectura popular                          | 42° 12′ 13″ N, 1° 16′ 46″ E / 42.203718°N,1.279314°E 961 msnm                 | bé integrant del patrimoni cultural català           | Sant Miquel de Fenollet                 | Modifica les dades a Wikidata |
|        | Sant Miquel de les Masies de Nargó         | Coll de Nargó    | església         | Estil: arquitectura romànica                         | 42° 09′ 31″ N, 1° 18′ 06″ E / 42.1586°N,1.30172°E                             | bé cultural d'interès local                          |                                         | Modifica les dades a Wikidata |
|        | Sant Romà de Valldarques                   | Coll de Nargó    | església         | Estil: arquitectura romànica                         | 42° 09′ 00″ N, 1° 13′ 35″ E / 42.150129°N,1.226459°E                          | bé cultural d'interès local                          | Sant Romà de Valldarques                | Modifica les dades a Wikidata |
|        | Sant Sadurní de Gavarra                    | Coll de Nargó    | església         | Estil: arquitectura romànica                         | 42° 06′ 16″ N, 1° 11′ 44″ E / 42.104334°N,1.19569°E                           | bé cultural d'interès local                          | Sant Sadurní de Gavarra                 | Modifica les dades a Wikidata |
|        | Sant Salvador de Sallent                   | Sallent de Nargó | església         | Estil: arquitectura popular                          | 42° 10′ 44″ N, 1° 13′ 42″ E / 42.179003°N,1.228459°E                          | bé integrant del patrimoni cultural català           | Sant Salvador de Sallent                | Modifica les dades a Wikidata |
|        | Santa Maria de Remolins                    | Coll de Nargó    | església         | Estil: arquitectura romànica                         | 42° 08′ 30″ N, 1° 14′ 07″ E / 42.1416°N,1.23522°E                             | bé integrant del patrimoni cultural català           | Santa Maria de Remolins                 | Modifica les dades a Wikidata |
|        | capella de la Mare de Déu del Roser        | Coll de Nargó    | església capella | Estil: arquitectura popular                          | 42° 10′ 30″ N, 1° 19′ 00″ E / 42.174924°N,1.316787°E                          | bé integrant del patrimoni cultural català           | Mare de Déu del Roser de Coll de Nargó  | Modifica les dades a Wikidata |
|        | església parroquial de Sant Miquel de Vila | Coll de Nargó    | església         | Estil: arquitectura romànica                         | 42° 09′ 28″ N, 1° 12′ 57″ E / 42.157722°N,1.215771°E                          | bé integrant del patrimoni cultural català           |                                         | Modifica les dades a Wikidata |

## font
| imatge | Nom              | Ubicat a      | instància de | Detalls | coordenades                                                         | Protecció | Commons (més fotos) | Dades a WD                    |
| ------ | ---------------- | ------------- | ------------ | ------- | ------------------------------------------------------------------- | --------- | ------------------- | ----------------------------- |
|        | font Narcís      | Coll de Nargó | font         |         | 42° 12′ 27″ N, 1° 11′ 07″ E / 42.2075531364563°N,1.18533938583226°E |           |                     | Modifica les dades a Wikidata |
|        | font de Lloberes | Coll de Nargó | font         |         | 42° 06′ 30″ N, 1° 11′ 11″ E / 42.108306876553°N,1.18644406495072°E  |           |                     | Modifica les dades a Wikidata |
|        | font del Boix    | Coll de Nargó | font         |         | 42° 09′ 42″ N, 1° 14′ 44″ E / 42.1616°N,1.24555°E                   |           |                     | Modifica les dades a Wikidata |
|        | font del Fai     | Coll de Nargó | font         |         | 42° 10′ 05″ N, 1° 12′ 55″ E / 42.1679723600038°N,1.21519900457517°E |           |                     | Modifica les dades a Wikidata |
|        | font del Noguer  | Coll de Nargó | font         |         | 42° 06′ 20″ N, 1° 12′ 41″ E / 42.1056818080598°N,1.21140865652411°E |           |                     | Modifica les dades a Wikidata |
|        | font del Racó    | Coll de Nargó | font         |         | 42° 07′ 41″ N, 1° 12′ 53″ E / 42.1279977059681°N,1.21480960953496°E |           |                     | Modifica les dades a Wikidata |
|        | font del Rat     | Coll de Nargó | font         |         | 42° 08′ 22″ N, 1° 16′ 15″ E / 42.139378080364°N,1.2708674871115°E   |           |                     | Modifica les dades a Wikidata |

## indret
| imatge | Nom                           | Ubicat a                         | instància de | Detalls            | coordenades                                                        | Protecció | Commons (més fotos)           | Dades a WD                    |
| ------ | ----------------------------- | -------------------------------- | ------------ | ------------------ | ------------------------------------------------------------------ | --------- | ----------------------------- | ----------------------------- |
|        | Cua de l'Embassament d'Oliana | Coll de Nargó Fígols i Alinyà    | indret       | Superfície: 35.6ha | 42° 10′ 52″ N, 1° 19′ 40″ E / 42.1811°N,1.3278°E                   |           | Cua de l'embassament d'Oliana | Modifica les dades a Wikidata |
|        | la Cantalera                  | Abella de la Conca Coll de Nargó | indret       |                    | 42° 11′ 23″ N, 1° 10′ 18″ E / 42.18963889°N,1.17172222°E 1550 msnm |           | La Cantalera                  | Modifica les dades a Wikidata |
|        | obac de la Creu de Ferri      | Abella de la Conca Coll de Nargó | indret       |                    | 42° 10′ 51″ N, 1° 11′ 26″ E / 42.18086111°N,1.19055556°E 1350 msnm |           | Obac de la Creu de Ferri      | Modifica les dades a Wikidata |

## jaciment arqueològic
| imatge | Nom                             | Ubicat a      | instància de                                | Detalls | coordenades                                          | Protecció                      | Commons (més fotos) | Dades a WD                    |
| ------ | ------------------------------- | ------------- | ------------------------------------------- | ------- | ---------------------------------------------------- | ------------------------------ | ------------------- | ----------------------------- |
|        | Jaciment Arqueològic de la Fita | Coll de Nargó | jaciment arqueològic                        |         | 42° 07′ 27″ N, 1° 13′ 56″ E / 42.124231°N,1.232085°E |                                |                     | Modifica les dades a Wikidata |
|        | Solà de l'Ànima                 | Coll de Nargó | jaciment arqueològic gruta amb art rupestre |         | 42° 10′ 57″ N, 1° 17′ 14″ E / 42.18259°N,1.28717°E   | bé cultural d'interès nacional |                     | Modifica les dades a Wikidata |

## masia
| imatge | Nom                           | Ubicat a      | instància de | Detalls                     | coordenades                                                         | Protecció                                  | Commons (més fotos) | Dades a WD                    |
| ------ | ----------------------------- | ------------- | ------------ | --------------------------- | ------------------------------------------------------------------- | ------------------------------------------ | ------------------- | ----------------------------- |
|        | Aubàs                         | Coll de Nargó | masia        |                             | 42° 08′ 45″ N, 1° 16′ 23″ E / 42.145716104147°N,1.2731153129255°E   |                                            |                     | Modifica les dades a Wikidata |
|        | Balinyó                       | Coll de Nargó | masia        |                             | 42° 10′ 48″ N, 1° 20′ 28″ E / 42.1799322942653°N,1.34117690633006°E |                                            |                     | Modifica les dades a Wikidata |
|        | Bosquet                       | Coll de Nargó | masia        |                             | 42° 10′ 30″ N, 1° 18′ 46″ E / 42.174918002268°N,1.31291607603879°E  |                                            |                     | Modifica les dades a Wikidata |
|        | Butxaca                       | Coll de Nargó | masia        |                             | 42° 08′ 20″ N, 1° 14′ 05″ E / 42.13879°N,1.23467°E                  |                                            |                     | Modifica les dades a Wikidata |
|        | Ca l'Agustí                   | Coll de Nargó | masia        |                             | 42° 07′ 43″ N, 1° 14′ 39″ E / 42.1284773656047°N,1.24413501184092°E |                                            |                     | Modifica les dades a Wikidata |
|        | Ca l'Andreu de Valldarques    | Coll de Nargó | masia        |                             | 42° 08′ 35″ N, 1° 11′ 56″ E / 42.1431506933321°N,1.19899102833285°E |                                            |                     | Modifica les dades a Wikidata |
|        | Ca l'Aubàs                    | Coll de Nargó | masia        |                             | 42° 08′ 18″ N, 1° 15′ 52″ E / 42.1384688126164°N,1.26450225776964°E |                                            |                     | Modifica les dades a Wikidata |
|        | Ca l'Estremós                 | Coll de Nargó | masia        |                             | 42° 11′ 01″ N, 1° 12′ 22″ E / 42.1837082434348°N,1.20612261222053°E |                                            |                     | Modifica les dades a Wikidata |
|        | Ca l'Isidro                   | Coll de Nargó | masia        |                             | 42° 10′ 29″ N, 1° 14′ 00″ E / 42.1746037881558°N,1.23342770378669°E |                                            |                     | Modifica les dades a Wikidata |
|        | Caborriu                      | Coll de Nargó | masia        |                             | 42° 08′ 49″ N, 1° 11′ 01″ E / 42.1469434178263°N,1.18364707894386°E |                                            |                     | Modifica les dades a Wikidata |
|        | Cal Barceló                   | Coll de Nargó | masia        |                             | 42° 07′ 35″ N, 1° 14′ 23″ E / 42.126296731705°N,1.2397685931346°E   |                                            |                     | Modifica les dades a Wikidata |
|        | Cal Benet                     | Coll de Nargó | masia        |                             | 42° 08′ 15″ N, 1° 12′ 10″ E / 42.1374275678256°N,1.20273491066492°E |                                            |                     | Modifica les dades a Wikidata |
|        | Cal Bertran                   | Coll de Nargó | masia        |                             | 42° 10′ 47″ N, 1° 14′ 16″ E / 42.1796335846818°N,1.23781615689082°E |                                            |                     | Modifica les dades a Wikidata |
|        | Cal Boix                      | Coll de Nargó | masia        |                             | 42° 10′ 59″ N, 1° 12′ 18″ E / 42.1831702226871°N,1.20512067662962°E |                                            |                     | Modifica les dades a Wikidata |
|        | Cal Borrell                   | Coll de Nargó | masia        |                             | 42° 11′ 53″ N, 1° 15′ 15″ E / 42.1980759868746°N,1.25418754258545°E |                                            |                     | Modifica les dades a Wikidata |
|        | Cal Bossa                     | Coll de Nargó | masia        |                             | 42° 08′ 48″ N, 1° 12′ 54″ E / 42.146627618036°N,1.2150016104015°E   |                                            |                     | Modifica les dades a Wikidata |
|        | Cal Brio                      | Coll de Nargó | masia        |                             | 42° 06′ 16″ N, 1° 11′ 25″ E / 42.1043325960356°N,1.19027019127968°E |                                            |                     | Modifica les dades a Wikidata |
|        | Cal Codina                    | Coll de Nargó | masia        |                             | 42° 08′ 53″ N, 1° 11′ 49″ E / 42.1479181486672°N,1.19690740313753°E |                                            |                     | Modifica les dades a Wikidata |
|        | Cal Corredor                  | Coll de Nargó | masia        |                             | 42° 08′ 35″ N, 1° 13′ 31″ E / 42.1429681292502°N,1.22541324269224°E |                                            |                     | Modifica les dades a Wikidata |
|        | Cal Doble                     | Coll de Nargó | masia        |                             | 42° 12′ 32″ N, 1° 11′ 17″ E / 42.2089217790486°N,1.18817117879333°E |                                            |                     | Modifica les dades a Wikidata |
|        | Cal Driana                    | Coll de Nargó | masia        |                             | 42° 10′ 51″ N, 1° 13′ 06″ E / 42.1807100255892°N,1.21830373647286°E |                                            |                     | Modifica les dades a Wikidata |
|        | Cal Fangueró                  | Coll de Nargó | masia        |                             | 42° 11′ 33″ N, 1° 11′ 58″ E / 42.1925087178658°N,1.199333918186°E   |                                            |                     | Modifica les dades a Wikidata |
|        | Cal Farines                   | Coll de Nargó | masia        |                             | 42° 12′ 29″ N, 1° 10′ 38″ E / 42.2081817799662°N,1.17727789990211°E |                                            |                     | Modifica les dades a Wikidata |
|        | Cal Felícia                   | Coll de Nargó | masia        |                             | 42° 08′ 50″ N, 1° 11′ 32″ E / 42.1471880801791°N,1.19229304335322°E |                                            |                     | Modifica les dades a Wikidata |
|        | Cal Fernando                  | Coll de Nargó | masia        |                             | 42° 12′ 29″ N, 1° 11′ 00″ E / 42.2080888101829°N,1.18333740748169°E |                                            |                     | Modifica les dades a Wikidata |
|        | Cal Fontanet                  | Coll de Nargó | masia        |                             | 42° 10′ 29″ N, 1° 13′ 50″ E / 42.1747835052532°N,1.23048061779306°E |                                            |                     | Modifica les dades a Wikidata |
|        | Cal Frare                     | Coll de Nargó | masia        |                             | 42° 07′ 01″ N, 1° 13′ 27″ E / 42.117052356679°N,1.2242994434542°E   |                                            |                     | Modifica les dades a Wikidata |
|        | Cal Gramós                    | Coll de Nargó | masia        |                             | 42° 10′ 22″ N, 1° 14′ 25″ E / 42.1729156234619°N,1.24019407326034°E |                                            |                     | Modifica les dades a Wikidata |
|        | Cal Guitona                   | Coll de Nargó | masia        |                             | 42° 09′ 34″ N, 1° 11′ 03″ E / 42.1595171493875°N,1.18430418293327°E |                                            |                     | Modifica les dades a Wikidata |
|        | Cal Guàrdia                   | Coll de Nargó | masia        |                             | 42° 11′ 51″ N, 1° 15′ 15″ E / 42.1976°N,1.2541°E 1124 msnm          |                                            |                     | Modifica les dades a Wikidata |
|        | Cal Joan                      | Coll de Nargó | masia        |                             | 42° 12′ 18″ N, 1° 10′ 32″ E / 42.2049112978871°N,1.17549441919034°E |                                            |                     | Modifica les dades a Wikidata |
|        | Cal Llangonissa               | Coll de Nargó | masia        |                             | 42° 11′ 40″ N, 1° 12′ 49″ E / 42.1943338985333°N,1.21353680430921°E |                                            |                     | Modifica les dades a Wikidata |
|        | Cal Magí                      | Coll de Nargó | masia        |                             | 42° 12′ 13″ N, 1° 10′ 16″ E / 42.203571885925°N,1.1710046177262°E   |                                            |                     | Modifica les dades a Wikidata |
|        | Cal Manel                     | Coll de Nargó | masia        |                             | 42° 10′ 14″ N, 1° 12′ 36″ E / 42.1704480255938°N,1.20993569964164°E |                                            |                     | Modifica les dades a Wikidata |
|        | Cal Manso                     | Coll de Nargó | masia        |                             | 42° 07′ 12″ N, 1° 11′ 30″ E / 42.1200323307403°N,1.19155323489084°E |                                            |                     | Modifica les dades a Wikidata |
|        | Cal Marcó                     | Coll de Nargó | masia        |                             | 42° 08′ 31″ N, 1° 16′ 01″ E / 42.1419275484916°N,1.26691270540438°E |                                            |                     | Modifica les dades a Wikidata |
|        | Cal Margó                     | Coll de Nargó | masia        |                             | 42° 11′ 43″ N, 1° 12′ 18″ E / 42.1952988691619°N,1.20497119373592°E |                                            |                     | Modifica les dades a Wikidata |
|        | Cal Martí                     | Coll de Nargó | masia        |                             | 42° 09′ 05″ N, 1° 12′ 46″ E / 42.1513187702658°N,1.21278661127237°E |                                            |                     | Modifica les dades a Wikidata |
|        | Cal Moixó                     | Coll de Nargó | masia        |                             | 42° 10′ 32″ N, 1° 13′ 55″ E / 42.1754360492351°N,1.23191531678825°E |                                            |                     | Modifica les dades a Wikidata |
|        | Cal Morró                     | Coll de Nargó | masia        |                             | 42° 08′ 20″ N, 1° 14′ 39″ E / 42.138973850136°N,1.2442575888659°E   |                                            |                     | Modifica les dades a Wikidata |
|        | Cal Músic                     | Coll de Nargó | masia        |                             | 42° 09′ 21″ N, 1° 17′ 02″ E / 42.1558822163515°N,1.28397341922823°E |                                            |                     | Modifica les dades a Wikidata |
|        | Cal Nas                       | Coll de Nargó | masia        |                             | 42° 12′ 06″ N, 1° 10′ 36″ E / 42.2016324387997°N,1.17658200404418°E |                                            |                     | Modifica les dades a Wikidata |
|        | Cal Neu                       | Coll de Nargó | masia        |                             | 42° 09′ 11″ N, 1° 15′ 23″ E / 42.1529183735339°N,1.25644613028478°E |                                            |                     | Modifica les dades a Wikidata |
|        | Cal Paleta                    | Coll de Nargó | masia        |                             | 42° 12′ 26″ N, 1° 11′ 04″ E / 42.2071047587569°N,1.18432257654438°E |                                            |                     | Modifica les dades a Wikidata |
|        | Cal Paulí                     | Coll de Nargó | masia        |                             | 42° 11′ 12″ N, 1° 12′ 20″ E / 42.1867780107896°N,1.2054666474438°E  |                                            |                     | Modifica les dades a Wikidata |
|        | Cal Peixa                     | Coll de Nargó | masia        |                             | 42° 07′ 42″ N, 1° 13′ 56″ E / 42.1283217870282°N,1.23224650286997°E |                                            |                     | Modifica les dades a Wikidata |
|        | Cal Perill                    | Coll de Nargó | masia        |                             | 42° 07′ 20″ N, 1° 11′ 29″ E / 42.1222705830706°N,1.19128391281186°E |                                            |                     | Modifica les dades a Wikidata |
|        | Cal Perot                     | Coll de Nargó | masia        |                             | 42° 11′ 48″ N, 1° 13′ 33″ E / 42.1965891102139°N,1.22596021967529°E |                                            |                     | Modifica les dades a Wikidata |
|        | Cal Pitaó                     | Coll de Nargó | masia        |                             | 42° 07′ 34″ N, 1° 13′ 35″ E / 42.12609183283°N,1.2264665349081°E    |                                            |                     | Modifica les dades a Wikidata |
|        | Cal Ponçó                     | Coll de Nargó | masia        |                             | 42° 11′ 38″ N, 1° 12′ 48″ E / 42.1937613048568°N,1.21320171726552°E |                                            |                     | Modifica les dades a Wikidata |
|        | Cal Quim de la Rosa           | Coll de Nargó | masia        |                             | 42° 06′ 23″ N, 1° 11′ 54″ E / 42.1064144750775°N,1.19837460181614°E |                                            |                     | Modifica les dades a Wikidata |
|        | Cal Reboller                  | Coll de Nargó | masia        |                             | 42° 08′ 35″ N, 1° 10′ 22″ E / 42.1430329960594°N,1.17275885662209°E |                                            |                     | Modifica les dades a Wikidata |
|        | Cal Rella                     | Coll de Nargó | masia        |                             | 42° 05′ 50″ N, 1° 12′ 18″ E / 42.0971°N,1.20489°E 1087.3 msnm       |                                            |                     | Modifica les dades a Wikidata |
|        | Cal Roi                       | Coll de Nargó | masia        |                             | 42° 12′ 33″ N, 1° 11′ 25″ E / 42.209280269175°N,1.1902219433925°E   |                                            |                     | Modifica les dades a Wikidata |
|        | Cal Salera                    | Coll de Nargó | masia        |                             | 42° 06′ 37″ N, 1° 13′ 46″ E / 42.11017855155°N,1.22958196395482°E   |                                            |                     | Modifica les dades a Wikidata |
|        | Cal Salider                   | Coll de Nargó | masia        |                             | 42° 10′ 10″ N, 1° 18′ 12″ E / 42.1693904615255°N,1.30329317598481°E |                                            |                     | Modifica les dades a Wikidata |
|        | Cal Sastre                    | Coll de Nargó | masia        |                             | 42° 08′ 58″ N, 1° 13′ 11″ E / 42.149403415815°N,1.2197645486611°E   |                                            |                     | Modifica les dades a Wikidata |
|        | Cal Seixanta                  | Coll de Nargó | masia        |                             | 42° 06′ 04″ N, 1° 11′ 49″ E / 42.1010864436458°N,1.19688080178087°E |                                            |                     | Modifica les dades a Wikidata |
|        | Cal Tambaló                   | Coll de Nargó | masia        |                             | 42° 10′ 21″ N, 1° 14′ 17″ E / 42.1725065060799°N,1.23818356437548°E |                                            |                     | Modifica les dades a Wikidata |
|        | Cal Tomàs                     | Coll de Nargó | masia        |                             | 42° 10′ 21″ N, 1° 14′ 23″ E / 42.1724492716125°N,1.23973483598762°E |                                            |                     | Modifica les dades a Wikidata |
|        | Cal Torrades                  | Coll de Nargó | masia        |                             | 42° 08′ 48″ N, 1° 11′ 43″ E / 42.1466672466944°N,1.195248638972°E   |                                            |                     | Modifica les dades a Wikidata |
|        | Cal Tossal                    | Coll de Nargó | masia        |                             | 42° 10′ 27″ N, 1° 14′ 12″ E / 42.1741497673924°N,1.23669718449425°E |                                            |                     | Modifica les dades a Wikidata |
|        | Cal Traio                     | Coll de Nargó | masia        |                             | 42° 09′ 59″ N, 1° 19′ 03″ E / 42.1663741912241°N,1.31740440130845°E |                                            |                     | Modifica les dades a Wikidata |
|        | Cal Xic                       | Coll de Nargó | masia        |                             | 42° 11′ 33″ N, 1° 13′ 32″ E / 42.19243168064°N,1.22559209393562°E   |                                            |                     | Modifica les dades a Wikidata |
|        | Can Galan                     | Coll de Nargó | masia        |                             | 42° 07′ 02″ N, 1° 13′ 08″ E / 42.1172446379742°N,1.21887350088124°E |                                            |                     | Modifica les dades a Wikidata |
|        | Carreu                        | Coll de Nargó | masia        |                             | 42° 06′ 16″ N, 1° 10′ 38″ E / 42.1045395967961°N,1.17717868443621°E |                                            |                     | Modifica les dades a Wikidata |
|        | Casa de Coll                  | Coll de Nargó | masia        |                             | 42° 07′ 44″ N, 1° 17′ 28″ E / 42.1288266511884°N,1.29111631096404°E |                                            |                     | Modifica les dades a Wikidata |
|        | Casa de la Pera               | Coll de Nargó | masia        | Estil: arquitectura popular | 42° 10′ 48″ N, 1° 12′ 22″ E / 42.179894°N,1.206187°E                | bé integrant del patrimoni cultural català |                     | Modifica les dades a Wikidata |
|        | Casa del Coll de la Mola      | Coll de Nargó | masia        |                             | 42° 09′ 37″ N, 1° 11′ 50″ E / 42.1603426874936°N,1.19724455116445°E |                                            |                     | Modifica les dades a Wikidata |
|        | Cases                         | Coll de Nargó | masia        |                             | 42° 10′ 36″ N, 1° 16′ 53″ E / 42.1767732437895°N,1.28137447082011°E |                                            |                     | Modifica les dades a Wikidata |
|        | Fenollet                      | Coll de Nargó | masia        |                             | 42° 12′ 14″ N, 1° 16′ 45″ E / 42.2039126815498°N,1.27927015010769°E |                                            |                     | Modifica les dades a Wikidata |
|        | Gabandé                       | Coll de Nargó | masia        |                             | 42° 06′ 20″ N, 1° 11′ 55″ E / 42.1056423879965°N,1.1985295046034°E  |                                            |                     | Modifica les dades a Wikidata |
|        | Galleuda                      | Coll de Nargó | masia        |                             | 42° 07′ 56″ N, 1° 11′ 07″ E / 42.1321352561536°N,1.18520768529415°E |                                            |                     | Modifica les dades a Wikidata |
|        | Maçana                        | Coll de Nargó | masia        |                             | 42° 08′ 58″ N, 1° 17′ 24″ E / 42.1493332792045°N,1.28989905954838°E |                                            |                     | Modifica les dades a Wikidata |
|        | Pera-rua                      | Coll de Nargó | masia        |                             | 42° 08′ 39″ N, 1° 10′ 09″ E / 42.144102699012°N,1.1690874569991°E   |                                            |                     | Modifica les dades a Wikidata |
|        | Pinyes                        | Coll de Nargó | masia        |                             | 42° 10′ 14″ N, 1° 14′ 45″ E / 42.170518242027°N,1.2458064955254°E   |                                            |                     | Modifica les dades a Wikidata |
|        | Puigjoan                      | Coll de Nargó | masia        |                             | 42° 09′ 04″ N, 1° 12′ 08″ E / 42.1511634819605°N,1.20227363574341°E |                                            |                     | Modifica les dades a Wikidata |
|        | Remolins                      | Coll de Nargó | masia        |                             | 42° 08′ 27″ N, 1° 13′ 59″ E / 42.1409526379133°N,1.23311729665395°E |                                            |                     | Modifica les dades a Wikidata |
|        | Santaeulàlia                  | Coll de Nargó | masia        |                             | 42° 10′ 18″ N, 1° 15′ 33″ E / 42.171621285072°N,1.2590933028229°E   |                                            |                     | Modifica les dades a Wikidata |
|        | Serradarques                  | Coll de Nargó | masia        |                             | 42° 08′ 26″ N, 1° 15′ 17″ E / 42.1405558500617°N,1.25484929556925°E |                                            |                     | Modifica les dades a Wikidata |
|        | Sobre-roca                    | Coll de Nargó | masia        |                             | 42° 08′ 49″ N, 1° 14′ 08″ E / 42.1468268133515°N,1.23560424976601°E |                                            |                     | Modifica les dades a Wikidata |
|        | Solans                        | Coll de Nargó | masia        |                             | 42° 08′ 32″ N, 1° 14′ 30″ E / 42.1423541004129°N,1.24168224106396°E |                                            |                     | Modifica les dades a Wikidata |
|        | Toneta                        | Coll de Nargó | masia        |                             | 42° 10′ 52″ N, 1° 13′ 25″ E / 42.1811967884463°N,1.22355728804822°E |                                            |                     | Modifica les dades a Wikidata |
|        | Torriella                     | Coll de Nargó | masia        |                             | 42° 09′ 19″ N, 1° 16′ 09″ E / 42.1551750377518°N,1.26927452209728°E |                                            |                     | Modifica les dades a Wikidata |
|        | Vilars                        | Coll de Nargó | masia        |                             | 42° 10′ 29″ N, 1° 13′ 57″ E / 42.174814878117°N,1.2323697683588°E   |                                            |                     | Modifica les dades a Wikidata |
|        | el Barró                      | Coll de Nargó | masia        |                             | 42° 11′ 07″ N, 1° 15′ 49″ E / 42.185197897158°N,1.2635644439714°E   |                                            |                     | Modifica les dades a Wikidata |
|        | el Casó                       | Coll de Nargó | masia        |                             | 42° 11′ 05″ N, 1° 12′ 20″ E / 42.1847004543496°N,1.20564651304372°E |                                            |                     | Modifica les dades a Wikidata |
|        | el Cebre                      | Coll de Nargó | masia        |                             | 42° 09′ 10″ N, 1° 12′ 40″ E / 42.15287244851°N,1.2111951838055°E    |                                            |                     | Modifica les dades a Wikidata |
|        | el Malpàs                     | Coll de Nargó | masia        |                             | 42° 08′ 05″ N, 1° 12′ 38″ E / 42.1346317411884°N,1.21054566941011°E |                                            |                     | Modifica les dades a Wikidata |
|        | el Moliner                    | Coll de Nargó | masia        |                             | 42° 09′ 54″ N, 1° 17′ 31″ E / 42.1649011889297°N,1.2920824262625°E  |                                            |                     | Modifica les dades a Wikidata |
|        | el Palau                      | Coll de Nargó | masia        |                             | 42° 10′ 43″ N, 1° 20′ 30″ E / 42.1784981787427°N,1.34165029086022°E |                                            |                     | Modifica les dades a Wikidata |
|        | el Paller del Coll de la Mola | Coll de Nargó | masia        |                             | 42° 09′ 33″ N, 1° 12′ 00″ E / 42.1591253595081°N,1.2000146933574°E  |                                            |                     | Modifica les dades a Wikidata |
|        | el Pitarell                   | Coll de Nargó | masia        |                             | 42° 12′ 30″ N, 1° 15′ 03″ E / 42.208419368322°N,1.2508147422688°E   |                                            |                     | Modifica les dades a Wikidata |
|        | el Planell                    | Coll de Nargó | masia        |                             | 42° 09′ 00″ N, 1° 12′ 32″ E / 42.150134107184°N,1.2088518104225°E   |                                            |                     | Modifica les dades a Wikidata |
|        | el Pui                        | Coll de Nargó | masia        |                             | 42° 10′ 48″ N, 1° 16′ 24″ E / 42.179942786039°N,1.2733948622188°E   |                                            |                     | Modifica les dades a Wikidata |
|        | el Pujol                      | Coll de Nargó | masia        |                             | 42° 10′ 38″ N, 1° 19′ 36″ E / 42.177131191154°N,1.3267453155512°E   |                                            |                     | Modifica les dades a Wikidata |
|        | els Solans de Fumanya         | Coll de Nargó | masia        |                             | 42° 09′ 27″ N, 1° 14′ 51″ E / 42.1574737457715°N,1.24747299318044°E |                                            |                     | Modifica les dades a Wikidata |
|        | els Vilars                    | Coll de Nargó | masia        |                             | 42° 09′ 29″ N, 1° 12′ 56″ E / 42.1581539651756°N,1.21565658178812°E |                                            |                     | Modifica les dades a Wikidata |
|        | l'Oliva                       | Coll de Nargó | masia        |                             | 42° 09′ 21″ N, 1° 16′ 54″ E / 42.1559720214208°N,1.28155023634391°E |                                            |                     | Modifica les dades a Wikidata |
|        | la Coromina                   | Coll de Nargó | masia        |                             | 42° 07′ 54″ N, 1° 09′ 35″ E / 42.1315306521255°N,1.15969595867413°E |                                            |                     | Modifica les dades a Wikidata |
|        | la Farinera                   | Coll de Nargó | masia        |                             | 42° 09′ 44″ N, 1° 18′ 49″ E / 42.1621752790231°N,1.31358156749549°E |                                            |                     | Modifica les dades a Wikidata |
|        | la Malesa                     | Coll de Nargó | masia        |                             | 42° 06′ 31″ N, 1° 13′ 00″ E / 42.108475385754°N,1.21672433374127°E  |                                            |                     | Modifica les dades a Wikidata |
|        | la Moixella                   | Coll de Nargó | masia        |                             | 42° 05′ 26″ N, 1° 12′ 29″ E / 42.090683262636°N,1.2081076693119°E   |                                            |                     | Modifica les dades a Wikidata |
|        | la Pegatera                   | Coll de Nargó | masia        |                             | 42° 09′ 13″ N, 1° 11′ 16″ E / 42.1535208743078°N,1.18782823592664°E |                                            |                     | Modifica les dades a Wikidata |
|        | la Torre                      | Coll de Nargó | masia        |                             | 42° 11′ 05″ N, 1° 10′ 35″ E / 42.184745445748°N,1.1763911821985°E   |                                            |                     | Modifica les dades a Wikidata |
|        | la Vinya                      | Coll de Nargó | masia        |                             | 42° 05′ 15″ N, 1° 10′ 28″ E / 42.087449135883°N,1.1743451575612°E   |                                            |                     | Modifica les dades a Wikidata |
|        | la Xosa                       | Coll de Nargó | masia        |                             | 42° 10′ 56″ N, 1° 10′ 48″ E / 42.1822712736604°N,1.18008101541204°E |                                            |                     | Modifica les dades a Wikidata |
|        | les Comes                     | Coll de Nargó | masia        |                             | 42° 06′ 50″ N, 1° 11′ 52″ E / 42.113936924037°N,1.1977760979476°E   |                                            |                     | Modifica les dades a Wikidata |
|        | les Vinyetes                  | Coll de Nargó | masia        |                             | 42° 10′ 27″ N, 1° 13′ 03″ E / 42.1740867436085°N,1.21747270029473°E |                                            |                     | Modifica les dades a Wikidata |

## muntanya
| imatge | Nom                       | Ubicat a                             | instància de | Detalls | coordenades                                                             | Protecció | Commons (més fotos) | Dades a WD                    |
| ------ | ------------------------- | ------------------------------------ | ------------ | ------- | ----------------------------------------------------------------------- | --------- | ------------------- | ----------------------------- |
|        | Agulla de l'Encantada     | Coll de Nargó                        | muntanya     |         | 42° 06′ 02″ N, 1° 10′ 24″ E / 42.10054167°N,1.17323611°E 1131.4 msnm    |           |                     | Modifica les dades a Wikidata |
|        | Cap d'Estany              | Coll de Nargó                        | muntanya     |         | 42° 09′ 41″ N, 1° 11′ 17″ E / 42.1614°N,1.18806°E 1348.3 msnm           |           |                     | Modifica les dades a Wikidata |
|        | Mata de la Torre          | Coll de Nargó Abella de la Conca     | muntanya     |         | 42° 11′ 21″ N, 1° 10′ 02″ E / 42.1891°N,1.16712°E 1642.3 msnm           |           |                     | Modifica les dades a Wikidata |
|        | Mont-roi                  | Cabó Coll de Nargó                   | muntanya     |         | 42° 12′ 33″ N, 1° 17′ 01″ E / 42.20908889°N,1.28372389°E 1299.1 msnm    |           |                     | Modifica les dades a Wikidata |
|        | Muntanya de Nargó         | Coll de Nargó                        | muntanya     |         | 42° 11′ 30″ N, 1° 17′ 47″ E / 42.1917°N,1.2964°E 1213 msnm              |           |                     | Modifica les dades a Wikidata |
|        | Penya Aguda               | Cabó Coll de Nargó                   | muntanya     |         | 42° 12′ 52″ N, 1° 16′ 02″ E / 42.214531°N,1.267256°E 1523 msnm          |           |                     | Modifica les dades a Wikidata |
|        | Penya-roja                | Cabó Coll de Nargó                   | muntanya     |         | 42° 12′ 53″ N, 1° 15′ 28″ E / 42.2147°N,1.25773°E 1552.8 msnm           |           |                     | Modifica les dades a Wikidata |
|        | Pic Alt dels Cóms         | Coll de Nargó                        | muntanya     |         | 42° 09′ 32″ N, 1° 14′ 11″ E / 42.15897222°N,1.23643889°E 1224.9 msnm    |           |                     | Modifica les dades a Wikidata |
|        | Pic de Turp               | Fígols i Alinyà Oliana Coll de Nargó | muntanya     |         | 42° 09′ 04″ N, 1° 20′ 50″ E / 42.1511470485°N,1.34727840172°E 1621 msnm |           | Pic de Turp         | Modifica les dades a Wikidata |
|        | Pical de Castellars       | Coll de Nargó                        | muntanya     |         | 42° 07′ 44″ N, 1° 12′ 45″ E / 42.1289°N,1.21249°E 1373.6 msnm           |           |                     | Modifica les dades a Wikidata |
|        | Puig d'Espies             | Coll de Nargó                        | muntanya     |         | 42° 12′ 26″ N, 1° 15′ 43″ E / 42.2072°N,1.26206°E 1501.7 msnm           |           |                     | Modifica les dades a Wikidata |
|        | Roca Alta                 | Oliana Coll de Nargó                 | muntanya     |         | 42° 08′ 50″ N, 1° 20′ 32″ E / 42.1471°N,1.34221°E 1501.4 msnm           |           | Roca Alta (Oliana)  | Modifica les dades a Wikidata |
|        | Roca Roja                 | Cabó Coll de Nargó                   | muntanya     |         | 42° 12′ 49″ N, 1° 11′ 44″ E / 42.2136°N,1.19555°E 1781.1 msnm           |           |                     | Modifica les dades a Wikidata |
|        | Roca de Coll              | Coll de Nargó Peramola               | muntanya     |         | 42° 07′ 50″ N, 1° 17′ 50″ E / 42.13044444°N,1.297225°E 1122.7 msnm      |           | Roca de Coll        | Modifica les dades a Wikidata |
|        | Roca de Senyús            | Cabó Coll de Nargó                   | muntanya     |         | 42° 12′ 54″ N, 1° 11′ 02″ E / 42.21506389°N,1.1837925°E 1894.7 msnm     |           |                     | Modifica les dades a Wikidata |
|        | Roca del Codó             | Cabó Coll de Nargó                   | muntanya     |         | 42° 12′ 47″ N, 1° 14′ 53″ E / 42.21298333°N,1.24798056°E 1626.1 msnm    |           |                     | Modifica les dades a Wikidata |
|        | Serrat de Carrasquers     | Coll de Nargó                        | muntanya     |         | 42° 07′ 57″ N, 1° 11′ 34″ E / 42.132545°N,1.192696°E 1429 msnm          |           |                     | Modifica les dades a Wikidata |
|        | Serrat de Coll de Paller  | Coll de Nargó                        | muntanya     |         | 42° 11′ 40″ N, 1° 14′ 44″ E / 42.1944°N,1.24554°E 1211 msnm             |           |                     | Modifica les dades a Wikidata |
|        | Serrat de Gabandé         | Coll de Nargó                        | muntanya     |         | 42° 06′ 58″ N, 1° 11′ 50″ E / 42.116°N,1.19710833°E 1243.4 msnm         |           |                     | Modifica les dades a Wikidata |
|        | Serrat de la Creu de Bast | Coll de Nargó                        | muntanya     |         | 42° 12′ 09″ N, 1° 17′ 09″ E / 42.20241194°N,1.28577889°E 913.1 msnm     |           |                     | Modifica les dades a Wikidata |
|        | Setcomelles               | Abella de la Conca Coll de Nargó     | muntanya     |         | 42° 10′ 30″ N, 1° 11′ 07″ E / 42.17499167°N,1.18519472°E 1518 msnm      |           | Setcomelles         | Modifica les dades a Wikidata |
|        | Tossal Negre              | Coll de Nargó                        | muntanya     |         | 42° 07′ 45″ N, 1° 10′ 44″ E / 42.1293°N,1.17897°E 1304.7 msnm           |           |                     | Modifica les dades a Wikidata |
|        | Tossal de Balinyó         | Fígols i Alinyà Coll de Nargó        | muntanya     |         | 42° 11′ 18″ N, 1° 20′ 37″ E / 42.188403°N,1.343498°E 1211 msnm          |           |                     | Modifica les dades a Wikidata |
|        | Tossal de Cabrit          | Cabó Coll de Nargó                   | muntanya     |         | 42° 13′ 09″ N, 1° 10′ 25″ E / 42.2193°N,1.17374°E                       |           |                     | Modifica les dades a Wikidata |
|        | Tossal de Prat Sobirà     | Coll de Nargó                        | muntanya     |         | 42° 09′ 49″ N, 1° 12′ 05″ E / 42.1636°N,1.20148°E 1395.3 msnm           |           |                     | Modifica les dades a Wikidata |
|        | Tossal de Remolins        | Coll de Nargó Peramola               | muntanya     |         | 42° 07′ 10″ N, 1° 16′ 11″ E / 42.1195°N,1.26982°E 1592.2 msnm           |           |                     | Modifica les dades a Wikidata |
|        | Tossal de Sant Miquel     | Coll de Nargó                        | muntanya     |         | 42° 09′ 08″ N, 1° 17′ 58″ E / 42.15219444°N,1.29955°E 826.8 msnm        |           |                     | Modifica les dades a Wikidata |
|        | Tossal de Sant Salvador   | Coll de Nargó                        | muntanya     |         | 42° 10′ 40″ N, 1° 13′ 18″ E / 42.17766667°N,1.2216°E 1125.4 msnm        |           |                     | Modifica les dades a Wikidata |
|        | Tossal de Torrades        | Coll de Nargó                        | muntanya     |         | 42° 08′ 56″ N, 1° 11′ 39″ E / 42.1489°N,1.19423°E 1439.2 msnm           |           |                     | Modifica les dades a Wikidata |
|        | Tossal de la Feixa        | Sallent de Nargó                     | muntanya     |         | 42° 10′ 55″ N, 1° 14′ 46″ E / 42.182013°N,1.246169°E 1297 msnm          |           | Tossal de la Feixa  | Modifica les dades a Wikidata |
|        | Tossal de la Guàrdia      | Coll de Nargó                        | muntanya     |         | 42° 10′ 09″ N, 1° 16′ 35″ E / 42.16918056°N,1.27631944°E 691.9 msnm     |           |                     | Modifica les dades a Wikidata |
|        | Tossal del Faig           | Coll de Nargó Peramola               | muntanya     |         | 42° 07′ 25″ N, 1° 16′ 46″ E / 42.1237°N,1.27933°E 1566.4 msnm           |           |                     | Modifica les dades a Wikidata |
|        | Turó de l'Argenda         | Coll de Nargó                        | muntanya     |         | 42° 06′ 10″ N, 1° 13′ 10″ E / 42.1029°N,1.21944°E 1266.6 msnm           |           |                     | Modifica les dades a Wikidata |
|        | el Coscoller              | Coll de Nargó                        | muntanya     |         | 42° 08′ 27″ N, 1° 19′ 42″ E / 42.14083333°N,1.32825556°E 1347.2 msnm    |           |                     | Modifica les dades a Wikidata |
|        | els Castellassos          | Coll de Nargó                        | muntanya     |         | 42° 09′ 26″ N, 1° 16′ 58″ E / 42.1572°N,1.2827°E 829.7 msnm             |           |                     | Modifica les dades a Wikidata |
|        | l'Oratori                 | Coll de Nargó                        | muntanya     |         | 42° 12′ 05″ N, 1° 13′ 06″ E / 42.201373°N,1.218321°E 1757 msnm          |           |                     | Modifica les dades a Wikidata |
|        | la Torre del Duc          | Coll de Nargó                        | muntanya     |         | 42° 08′ 00″ N, 1° 14′ 57″ E / 42.13342833°N,1.24922222°E 1175.2 msnm    |           |                     | Modifica les dades a Wikidata |
|        | les Ançoles               | Coll de Nargó                        | muntanya     |         | 42° 08′ 06″ N, 1° 15′ 00″ E / 42.13512222°N,1.25003389°E 1068.2 msnm    |           |                     | Modifica les dades a Wikidata |

## pont
| imatge | Nom                     | Ubicat a      | instància de | Detalls                     | coordenades                                                         | Protecció                                  | Commons (més fotos) | Dades a WD                    |
| ------ | ----------------------- | ------------- | ------------ | --------------------------- | ------------------------------------------------------------------- | ------------------------------------------ | ------------------- | ----------------------------- |
|        | Pont a les Masies       | Coll de Nargó | pont         | Estil: arquitectura popular | 42° 09′ 40″ N, 1° 17′ 20″ E / 42.161045°N,1.288769°E                | bé integrant del patrimoni cultural català | Pont a les Masies   | Modifica les dades a Wikidata |
|        | Pont al camí de Gavarra | Coll de Nargó | pont         | Estil: arquitectura popular |                                                                     | bé integrant del patrimoni cultural català |                     | Modifica les dades a Wikidata |
|        | Pont de Sòls del Riu    | Coll de Nargó | pont         |                             | 42° 09′ 46″ N, 1° 18′ 55″ E / 42.1628036978442°N,1.3152837994107°E  |                                            |                     | Modifica les dades a Wikidata |
|        | Pont del Salider        | Coll de Nargó | pont         |                             | 42° 10′ 03″ N, 1° 18′ 05″ E / 42.1673731592657°N,1.30147067400777°E |                                            |                     | Modifica les dades a Wikidata |
|        | Pont dels Esplovins     | Coll de Nargó | pont         |                             | 42° 08′ 39″ N, 1° 18′ 39″ E / 42.144176026189°N,1.31077993738254°E  |                                            |                     | Modifica les dades a Wikidata |

## riu
| imatge | Nom           | Ubicat a                      | instància de                 | Detalls                                      | coordenades                                                                                       | Protecció | Commons (més fotos) | Dades a WD                    |
| ------ | ------------- | ----------------------------- | ---------------------------- | -------------------------------------------- | ------------------------------------------------------------------------------------------------- | --------- | ------------------- | ----------------------------- |
|        | Segre         | Catalunya Pirineus Orientals  | riu curs d'aigua riu aurífer | Desemboca: Ebre Llarg: 265km Conca: 22400km² | 42° 24′ 09″ N, 2° 06′ 30″ E / 42.4025°N,2.1084°E 41° 21′ 48″ N, 0° 18′ 16″ E / 41.3633°N,0.3044°E |           | Segre River         | Modifica les dades a Wikidata |
|        | riu de Perles | Fígols i Alinyà Coll de Nargó | riu curs d'aigua             | Desemboca: pantà d'Oliana Segre              | 42° 10′ 41″ N, 1° 23′ 43″ E / 42.1781°N,1.39526°E                                                 |           |                     | Modifica les dades a Wikidata |

## serra
| imatge | Nom                          | Ubicat a                                       | instància de | Detalls       | coordenades                                                                     | Protecció | Commons (més fotos) | Dades a WD                    |
| ------ | ---------------------------- | ---------------------------------------------- | ------------ | ------------- | ------------------------------------------------------------------------------- | --------- | ------------------- | ----------------------------- |
|        | Montdellit                   | Coll de Nargó                                  | serra        |               | 42° 11′ 30″ N, 1° 17′ 47″ E / 42.19168333°N,1.29640278°E 1213 msnm              |           |                     | Modifica les dades a Wikidata |
|        | Serramoneda                  | Coll de Nargó                                  | serra        |               | 42° 10′ 23″ N, 1° 15′ 22″ E / 42.17291944°N,1.25606944°E 872.9 msnm             |           |                     | Modifica les dades a Wikidata |
|        | les Collades                 | Coll de Nargó                                  | serra        |               | 42° 06′ 56″ N, 1° 11′ 32″ E / 42.11561111°N,1.19221389°E 1245.6 msnm            |           |                     | Modifica les dades a Wikidata |
|        | les Tres Creus               | Coll de Nargó la Baronia de Rialb              | serra        |               | 42° 05′ 17″ N, 1° 11′ 29″ E / 42.08797222°N,1.19143889°E 1025.9 msnm            |           |                     | Modifica les dades a Wikidata |
|        | muntanya del Bosc de Sallent | Coll de Nargó                                  | serra        |               | 42° 09′ 32″ N, 1° 14′ 11″ E / 42.159°N,1.23644°E 1224.9 msnm                    |           |                     | Modifica les dades a Wikidata |
|        | serra d'Aubenç               | Peramola Coll de Nargó                         | serra        |               | 42° 06′ 51″ N, 1° 16′ 02″ E / 42.11405°N,1.267234°E 1610 msnm                   |           | Serra d'Aubenç      | Modifica les dades a Wikidata |
|        | serra de Cal Garxina         | Coll de Nargó                                  | serra        |               | 42° 11′ 23″ N, 1° 11′ 10″ E / 42.1898°N,1.18604°E 1696.5 msnm                   |           |                     | Modifica les dades a Wikidata |
|        | serra de Carreu              | Abella de la Conca Coll de Nargó Conca de Dalt | serra        | Llarg: 9.29km | 42° 11′ 34″ N, 1° 07′ 40″ E / 42.192735°N,1.127687°E                            |           | Serra de Carreu     | Modifica les dades a Wikidata |
|        | serra de Mansull             | Cabó Coll de Nargó                             | serra        |               | 42° 12′ 46″ N, 1° 15′ 12″ E / 42.21273055555555°N,1.253288888888889°E 1626 msnm |           |                     | Modifica les dades a Wikidata |
|        | serra de Sant Joan           | Coll de Nargó                                  | serra        |               | 42° 12′ 00″ N, 1° 13′ 00″ E / 42.2°N,1.21667°E 1754 msnm                        |           | Serra de Sant Joan  | Modifica les dades a Wikidata |
|        | serra de Turp                | Coll de Nargó Fígols i Alinyà Oliana           | serra        | Llarg: 6.5km  | 42° 09′ 04″ N, 1° 20′ 50″ E / 42.15109167°N,1.34728056°E                        |           | Serra de Turp       | Modifica les dades a Wikidata |
|        | serra de la Creu             | Coll de Nargó                                  | serra        |               | 42° 05′ 42″ N, 1° 11′ 57″ E / 42.09502778°N,1.19916111°E 1087.3 msnm            |           |                     | Modifica les dades a Wikidata |
|        | serra de les Arquetes        | Coll de Nargó                                  | serra        |               | 42° 07′ 09″ N, 1° 12′ 46″ E / 42.1193°N,1.21274°E 1373.6 msnm                   |           |                     | Modifica les dades a Wikidata |
|        | serrat d'Estivella           | Coll de Nargó                                  | serra        |               | 42° 06′ 27″ N, 1° 10′ 27″ E / 42.10755556°N,1.17425°E 1211.2 msnm               |           |                     | Modifica les dades a Wikidata |
|        | serrat de Guardiola          | Coll de Nargó                                  | serra        |               | 42° 09′ 31″ N, 1° 20′ 38″ E / 42.1586°N,1.34384°E 1620.4 msnm                   |           |                     | Modifica les dades a Wikidata |
|        | serrat de Porredon           | Coll de Nargó                                  | serra        |               | 42° 08′ 31″ N, 1° 12′ 19″ E / 42.14205556°N,1.20537222°E 1370.1 msnm            |           |                     | Modifica les dades a Wikidata |
|        | serrat de les Savines        | Coll de Nargó                                  | serra        |               | 42° 09′ 14″ N, 1° 14′ 09″ E / 42.154°N,1.23594°E 1174.9 msnm                    |           |                     | Modifica les dades a Wikidata |
|        | serrat del Coniller          | Coll de Nargó                                  | serra        |               | 42° 10′ 35″ N, 1° 16′ 00″ E / 42.1763°N,1.26663°E 830.7 msnm                    |           |                     | Modifica les dades a Wikidata |
|        | serrat del Tossal Negre      | Coll de Nargó                                  | serra        |               | 42° 07′ 18″ N, 1° 10′ 40″ E / 42.12152778°N,1.17780278°E 1304.7 msnm            |           |                     | Modifica les dades a Wikidata |

## vèrtex geodèsic
| imatge | Nom           | Ubicat a      | instància de    | Detalls   | coordenades                                                        | Protecció | Commons (més fotos) | Dades a WD                    |
| ------ | ------------- | ------------- | --------------- | --------- | ------------------------------------------------------------------ | --------- | ------------------- | ----------------------------- |
|        | Carrasques    | Coll de Nargó | vèrtex geodèsic | Alt: 1.2m | 42° 07′ 57″ N, 1° 11′ 34″ E / 42.132541°N,1.192689°E 1429.2 msnm   |           |                     | Modifica les dades a Wikidata |
|        | Espias        | Coll de Nargó | vèrtex geodèsic | Alt: 1.2m | 42° 12′ 26″ N, 1° 15′ 43″ E / 42.207234°N,1.262074°E 1501.695 msnm |           |                     | Modifica les dades a Wikidata |
|        | Mont Dellit   | Coll de Nargó | vèrtex geodèsic | Alt: 1.2m | 42° 11′ 30″ N, 1° 17′ 47″ E / 42.191657°N,1.296464°E 1212.983 msnm |           |                     | Modifica les dades a Wikidata |
|        | Roca de Señus | Coll de Nargó | vèrtex geodèsic | Alt: 1.2m | 42° 12′ 54″ N, 1° 11′ 02″ E / 42.215064°N,1.183811°E 1895.922 msnm |           |                     | Modifica les dades a Wikidata |
|        | Sept Comelles | Coll de Nargó | vèrtex geodèsic | Alt: 1.2m | 42° 10′ 30″ N, 1° 11′ 07″ E / 42.174994°N,1.185261°E 1518.082 msnm |           |                     | Modifica les dades a Wikidata |

## Misc
| imatge | Nom                                    | Ubicat a                                                         | instància de                                                 | Detalls                                                                                   | coordenades                                                                               | Protecció                                  | Commons (més fotos)               | Dades a WD                    |
| ------ | -------------------------------------- | ---------------------------------------------------------------- | ------------------------------------------------------------ | ----------------------------------------------------------------------------------------- | ----------------------------------------------------------------------------------------- | ------------------------------------------ | --------------------------------- | ----------------------------- |
|        | Aqüeducte i dos ponts                  | Coll de Nargó                                                    | aqüeducte pont                                               | Estil: arquitectura popular                                                               | 42° 09′ 46″ N, 1° 16′ 48″ E / 42.16274°N,1.27992°E                                        | bé integrant del patrimoni cultural català |                                   | Modifica les dades a Wikidata |
|        | Dinosaures de Coll de Nargó            | Coll de Nargó                                                    | jaciment paleontològic                                       |                                                                                           | 42° 10′ 32″ N, 1° 19′ 02″ E / 42.17555556°N,1.31722222°E                                  | bé cultural d'interès nacional             |                                   | Modifica les dades a Wikidata |
|        | Forn de calç de Cal Fontanet           | Coll de Nargó                                                    | forn de calç                                                 | Estil: arquitectura popular                                                               |                                                                                           | bé integrant del patrimoni cultural català |                                   | Modifica les dades a Wikidata |
|        | Forn de guix de Cal Bertran de Sallent | Coll de Nargó                                                    | forn de guix                                                 | Estil: arquitectura popular                                                               |                                                                                           | bé integrant del patrimoni cultural català |                                   | Modifica les dades a Wikidata |
|        | Granja de Cal Corredor                 | Coll de Nargó                                                    | granja                                                       |                                                                                           | 42° 08′ 37″ N, 1° 13′ 36″ E / 42.1436627440642°N,1.22665238457345°E                       |                                            |                                   | Modifica les dades a Wikidata |
|        | Molí de Butxaca                        | Coll de Nargó                                                    | molí d'aigua                                                 |                                                                                           | 42° 08′ 33″ N, 1° 14′ 18″ E / 42.1425294153953°N,1.23843427016936°E                       |                                            |                                   | Modifica les dades a Wikidata |
|        | Muralles de Coll de Nargó              | Coll de Nargó                                                    | muralla urbana                                               | Estil: arquitectura popular                                                               | 42° 10′ 30″ N, 1° 19′ 02″ E / 42.175129°N,1.317278°E                                      | bé cultural d'interès nacional             | Muralles de Coll de Nargó         | Modifica les dades a Wikidata |
|        | Serra d'Aubenç i Roc de Cogul          | Coll de Nargó Peramola Bassella                                  | àrea protegida Pla d'Espais d'Interès Natural                | 1992 Superfície: 6796.54901ha                                                             | 42° 06′ 41″ N, 1° 15′ 37″ E / 42.11134°N,1.2603080555555557°E                             |                                            | Serra d'Aubenç i Roc de Cogul     | Modifica les dades a Wikidata |
|        | casa consistorial de Coll de Nargó     | Coll de Nargó                                                    | casa consistorial                                            |                                                                                           | 42° 10′ 25″ N, 1° 18′ 56″ E / 42.1735425°N,1.3156625°E                                    |                                            |                                   | Modifica les dades a Wikidata |
|        | els Prats                              | Coll de Nargó                                                    | disseminat                                                   |                                                                                           | 42° 12′ 30″ N, 1° 11′ 01″ E / 42.20842778°N,1.18361778°E                                  |                                            |                                   | Modifica les dades a Wikidata |
|        | font Bordonera d'Organyà               | Organyà Coll de Nargó                                            | aiguaneix                                                    |                                                                                           | 42° 12′ 14″ N, 1° 17′ 52″ E / 42.203897°N,1.297802°E 755 msnm                             |                                            | Font Bordonera (Coll de Nargó)    | Modifica les dades a Wikidata |
|        | grau de Queralt                        | Coll de Nargó                                                    | grau                                                         |                                                                                           | 42° 11′ 21″ N, 1° 09′ 59″ E / 42.189259°N,1.166384°E 1700 msnm                            |                                            | Grau de Queralt                   | Modifica les dades a Wikidata |
|        | la Bòfia                               | Coll de Nargó                                                    | avenc                                                        |                                                                                           | 42° 11′ 40″ N, 1° 11′ 05″ E / 42.1945209790318°N,1.18473137078596°E                       |                                            |                                   | Modifica les dades a Wikidata |
|        | la Canal Fosca                         | Coll de Nargó                                                    | abric rocós                                                  |                                                                                           | 42° 11′ 44″ N, 1° 11′ 25″ E / 42.1956825022335°N,1.19041465380653°E                       |                                            |                                   | Modifica les dades a Wikidata |
|        | la Pilarica                            | Coll de Nargó                                                    | edifici històric capella                                     |                                                                                           | 42° 12′ 33″ N, 1° 11′ 16″ E / 42.2092201877119°N,1.18767809274517°E                       |                                            |                                   | Modifica les dades a Wikidata |
|        | pantà d'Oliana                         | Oliana Peramola Coll de Nargó                                    | embassament Ús: energia hidroelèctrica regadiu aigua potable | Superfície: 433ha Volum: 12.6hm³ Conca: 2762km²                                           | 42° 05′ 56″ N, 1° 17′ 47″ E / 42.09896944444444°N,1.296422222222222°E 518 msnm            | bé integrant del patrimoni cultural català | Pantà d'Oliana                    | Modifica les dades a Wikidata |
|        | roures dels Vilars de Valldarques      | Coll de Nargó                                                    | arbre singular                                               | Taxon: roure de fulla petita (Quercus faginea) Ample: 23.67m Alt: 21.37m Perímetre: 7.03m | 42° 09′ 24″ N, 1° 12′ 45″ E / 42.156542°N,1.212626°E ca:els Vilars, Valldarques 1045 msnm | arbre monumental                           | Roures dels Vilars de Valldarques | Modifica les dades a Wikidata |
|        | serra de Boumort                       | Abella de la Conca Conca de Dalt Baix Pallars Cabó Coll de Nargó | serralada àrea protegida Pla d'Espais d'Interès Natural      | 1992 Superfície: 10849.09533ha                                                            | 42° 14′ 02″ N, 1° 07′ 31″ E / 42.234°N,1.12541°E                                          |                                            | Parc Serra de Boumort             | Modifica les dades a Wikidata |